# The Body Shop
A The Body Shop International Plc., röviden The Body Shop a világ második legnagyobb kozmetikai franchise-a, a világ 60 országában van jelen, és több, mint 2500 boltja van. A The Body Shop-ot Dame Anita Roddick alapította, központja Dél-Angliában, Littlehampthonban van. A cég 2006 óta a L'Oréal csoport része volt. 2017-ben a brazil kozmetikai ipar vezető vállalata, a Natura Cosméticos SA felvásárolta  a márkát a L'Oréaltól.

## Története
Anita Roddick – akkor még Anita Perilli – olasz bevándorlók gyermekeként született 1942-ben Littlehamptonban. Tanári diplomát szerzett, dolgozott Izraelben egy kibucban és Genfben az ENSZ-nél, később beutazta a világot Dél-Afrikától Ausztráliáig.
1976-ban az akkor már két kislányát nevelő Anitát férje egy dél-amerikai expedíció miatt magára hagyta, így egyedül kellett eltartania magát és gyerekeit. Anita nyitott egy kicsiny boltot, ahol természetes alapanyagokból készített kozmetikumait kezdte árulni – a kakaóvaj, a jojoba, az aloé vera mind újdonság volt akkoriban. A hozzávalókat gyógynövényszakértővel kevertette ki, a krémeket visszaváltható tégelyekben árulta, mert így volt olcsóbb. A bolt fala azért lett sötétzöld, mert csak ez a festék tudta eltakarni a penészfoltokat. Később ez a szín a The Body Shop arculatának szerves része lett. Az emberek imádták Anita természetes kozmetikumait, mert egyre többen döbbentek rá a műanyag korszak veszélyeire, elegük lett abból, hogy kőolaj-származékokat kenjenek magukra, így a The Body Shop sikersztori lett.
Röviddel azután, hogy 1984-ben a The Body Shop részvényeit bevezették a londoni tőzsdére, a részvények kiérdemelték "a gravitációt meghazudtoló részvények" jelzőt, mert 500%-ot emelkedtek.
Anita Roddick 2006-ban, 652,3 millió angol fontért adta el a The Body Shopot a L'Oréalnak. Roddick egy, a Guardian-nek adott interjúban úgy nyilatkozott, hogy trójai falóként szeretné látni a cégét, ami hatással lesz a L'Oréal későbbi tevékenységére.

## Társadalmi aktivitás
A The Body Shop első jelentősebb kampánya az 1986-os Greenpeace-szel közösen kezdett volt, amikor a bálnák megmentéséért közösen kezdtek társadalmi kampányba. Roddick később több szociális célú promóciót is indított, ami óriási publicitást hozott a cégnek. Idővel a boltok fala teli lett társadalmi kampányok és jótékony célú promóciók plakátjaival, Anita Roddick pedig egyik legnagyobb bírálójává lépett elő az akkor szokásos üzleti etikának.